# Kawasaki Ki-61 Hien
Le Kawasaki キ61  Ki-61 Hien (Hirondelle), ou chasseur de type 3, pour l'armée impériale, fut un chasseur assez particulier, car il fut le seul construit dans ce pays à être doté d'un moteur en ligne refroidi par liquide. Les Alliés, croyant avoir affaire à un dérivé de chasseur Macchi MC.205 Veltro, le surnommèrent Tony. En réalité, il avait été inspiré par le Messerschmitt Bf 109 et le Heinkel He 100, allemands. Son moteur était un dérivé du Daimler-Benz DB 601A, dont les Japonais avaient reçu, en 1940 des exemplaires et les plans pour une fabrication sous licence. Le Ki-61 constitua avec le Ki-43 Hayabusa l'épine dorsale de la chasse du Service aérien de l'armée impériale japonaise jusqu'à l'apparition de l'excellent Ki-84. Il fut l'appareil le plus engagé en nombre contre les raids diurnes des B-29 jusqu'à la fin de la guerre.

## Histoire en détail

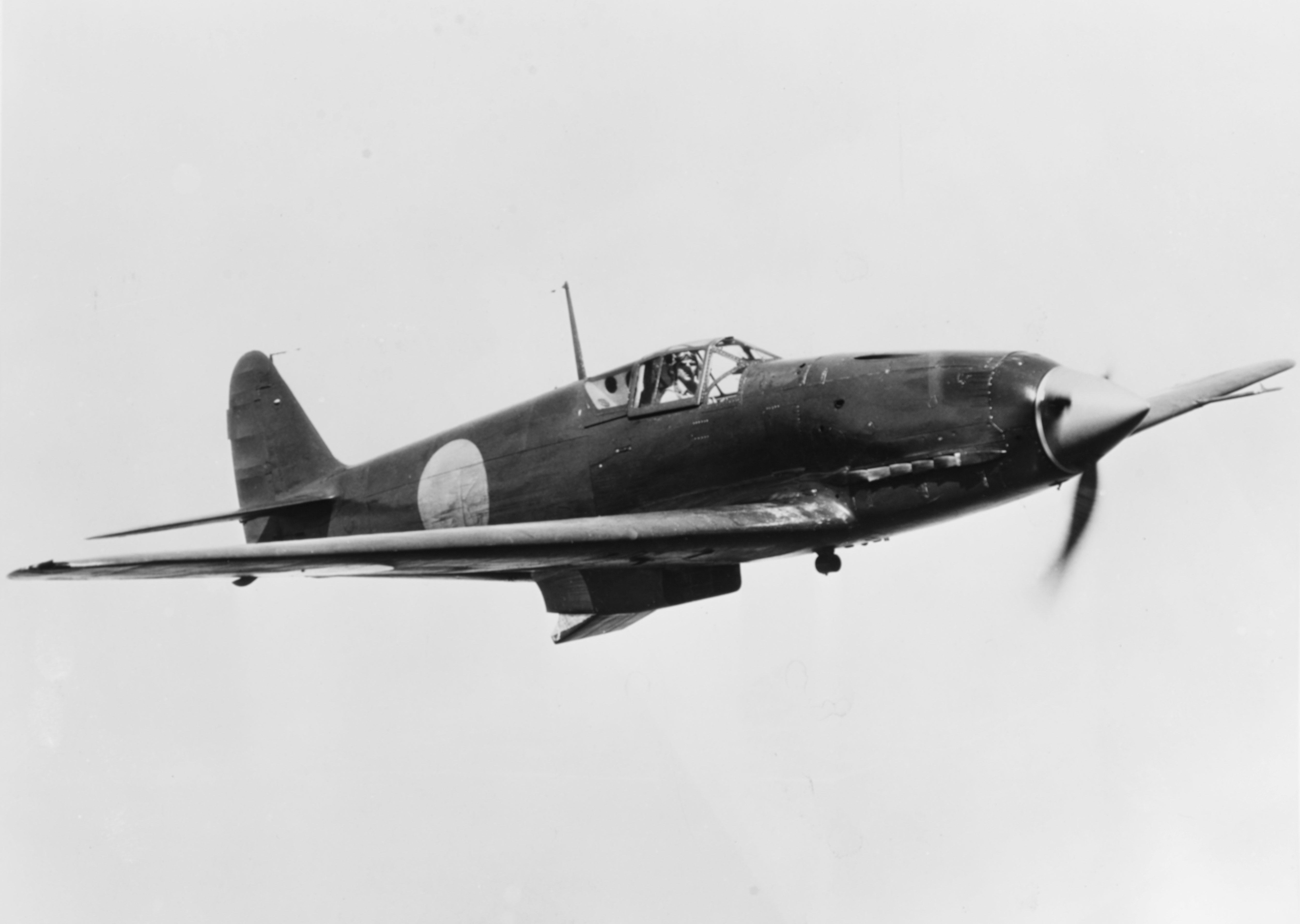
Un K1-61 capturé par les États-Unis en test en 1945.

### Un moteur avant tout
Kawasaki avait avant la guerre une tradition de fabriquer des avions à moteur en V contrairement à ses rivaux industriels Nakajima et Mitsubishi fidèles aux moteurs en étoile refroidis par air. Aussi, logiquement, Kawasaki acquit en 1940 des plans et les droits pour fabriquer le moteur Daimler-Benz DB 601 (en)A. Ce V12 inversé à injection directe portait la désignation Ha-40 dans la nomenclature locale. Dans cette version, il développait 1175ch au décollage avec de l'essence à 87 d'indice d'octane. Ce moteur avait de très bonnes performances en altitude grâce à son compresseur de conception allemande, ce qui fit du Ki-61 le meilleur intercepteur disponible en nombre pour lutter contre les bombardiers bien que sa puissance fut inférieure à celle des chasseurs entrés en service plus tard (Ki-84 et N1K1-J de 2000 ch).
Cependant, tout au long de sa carrière, le Ha-40 eut des problèmes de fiabilité, en particulier dans l'environnement humide et chaud de la Nouvelle-Guinée. Mais au Japon même, Kawasaki ne réussit jamais à produire en grandes quantités cette complexe mécanique, ce qui fait que le nombre de Ki-61 au combat fut réduit en permanence par le manque de moteurs et de pièces.

### Et un avion autour
Kawasaki fut mandaté par l'armée pour développer autour de ce moteur deux appareils qui bénéficieraient des enseignements tirés du conflit qui faisait alors rage en Europe. Il était acquis que des avions bénéficiant de blindages et d'armements lourds avaient du succès en combat contrairement à la philosophie locale qui favorisait la maniabilité à tout prix. Un Ki-60 devait être un intercepteur lourd et le Ki-61 un chasseur plus léger et polyvalent. Le Ki-60 étant décevant, c'est sur le Ki-61 que se concentrèrent les travaux. Inspirés par les travaux des ingénieurs allemands, l'équipe de Takeo Doi dessina un appareil muni d'une aile à profil laminaire (favorisant les vitesses élevées) traversée de part en part par deux longerons superposés et de 54 nervures greffées sur un fuselage étroit. Les trois réservoirs et le pilote bénéficiaient de protections, ce qui était tout à fait nouveau au Japon. L'armement était de deux mitrailleuses Ho-103 de 12,7 mm dans le nez au-dessus du moteur et de deux mitrailleuses type 89 de 7,7 mm dans les ailes, soit le double de l'armement du Ki-43-Ib alors en production.

### Premières versions, Ki-61-Ia et -Ib
Le prototype vola en décembre 1941, et l'avion vit pour la première fois le combat au printemps 1943, en Nouvelle-Guinée. La désignation était 'Chasseur de l'armée type 3 modèle IA : 陸軍3式戦闘機, ou Ki-61-Ia ('a' ou 'ko':) : キ61-I甲.
Les besoins au combat étaient tels que de nombreux avions et pilotes furent perdus lors des convoyages maritimes depuis le Japon. Bien que les Ki-61 se soient très bien comportés en combat, ils furent rapidement dominés en l'air et anéantis au sol par l'aviation alliée, d'autant plus que le manque de mécaniciens comme de pièces détachées était aggravé par le blocus naval américain. De plus les pilotes étaient souvent victimes de maladies tropicales et affaiblis, les Japonais qui n'avaient pas de DDT n'ayant jamais réussi à contrôler les moustiques en environnement tropical.
Apparut rapidement sur la chaîne de production une version équipée d'une roulette de queue fixe et de quatre mitrailleuses Ho-103 ainsi que de plusieurs améliorations (blindage, réservoirs). C'était le Ki-61-Ib ('b' ou 'otsu':乙). Cependant, du fait d'un manque de mitrailleuses Ho-103, certains de ces avions avaient l'armement du -Ia. Il fut dès lors utilisé sur tous les fronts, il équipa jusqu'à quinze sentais.

### Des canons allemands, le Ki-61-Ic
Depuis la conception, l'augmentation de la puissance de feu était étudiée. Mais l'armée ne disposait pas alors de canon de 20 mm utilisable dans une aile fine. Ce furent encore les Allemands qui permirent d'installer dans les ailes des Mauser MG-151/20. 800 de ces canons allemands avaient été importés par sous-marin et équipèrent un total de 388 chasseurs. La nouvelle variante fut désignée Ki-61-Ic ('c' ou 'hei':丙) et fut fabriquée en série. Cependant, des kits de conversion furent envoyés aux unités en Nouvelle-Guinée.

### Évolution, le Ki-61-Id
À partir de janvier 1944, une version améliorée appelée Ki-61-I KAI d (改丁 soit KAI hei) -ou Ki-61-Id tout court- fut produite. En effet, l'expérience du combat avait mis en évidence des problèmes de maintenance. L'ingénieur Takeo Doi qui supervisait le projet Ki-61 depuis le début en profita pour simplifier la structure, rendant l'arrière démontable et renforçant l'aile. Le fuselage fut rallongé de 19 cm pour améliorer le centrage et permettre l'installation des canons indigènes Ho-5 de 20 mm dans le capotage. Le canon Ho-5 étant globalement une Ho-103 agrandie. Il est cité que des canons Ho-105 de 30 mm furent installés sur quelques rares exemplaires sans dénomination particulière. La littérature occidentale présente certaines erreurs répandues : la version avec canons allemands n'a pas de dénomination et la version I-KAIc (canons Ho-5, nez rallongé) serait le -Id. Tandis que le Id selon les Américains serait la version armée de canons de 30 mm. Les sources d'information japonaises sont claires, voir le chapitre "variantes" pour résumer.
Cette version fut la plus produite et resta en service jusqu'au dernier jour de la guerre. Certains pilotes tels le Major Kobayashi du 244e Sentai (escadre) étaient devenus de véritables célébrités en luttant contre les B-29, parfois avec des méthodes de collision volontaire.

### Un nouveau moteur, le Ki-61-II
Le moteur d'abord désigné Ha-40 ou moteur type 2 de l'armée, fut par la suite re-designé [Ha-60]-22. Une version plus puissante du moteur, le Ha-140 (1500 ch au lieu de 1100 ch) posa tant de problèmes de fiabilité que seulement 99 intercepteurs Ki-61-II KAI qui en étaient équipés furent utilisés.
Extérieurement, le Ki-61-II KAI se distinguait par un nez encore rallongé, un cockpit différent qui voyait disparaître les petites fenêtres triangulaires à l'avant et une dérive agrandie.
Il semblerait que certaines cellules de Ki-61-II aient été fabriquées avec une verrière à vision totale, reprise par la suite sur le Ki-100-Ib. Certaines sources font alors état d'une hypothétique version -III ou d'une -IIb.
Les Ki-61-II KAI en service avaient d'excellentes performances en altitude mais souffraient de problèmes récurrents de casse moteur. Leur impact sur les combats fut minime. L'industrie japonaise avait tellement de mal à fabriquer des moteurs que des centaines de cellules terminées attendaient dans des hangars, ou cachées dehors dans des bois.
Finalement, un raid américain détruisit définitivement l'usine d'Akashi où étaient produits les moteurs en janvier 1945. Pour utiliser les 275 cellules sans moteur qui restaient, on adapta un moteur en étoile Mitsubishi Ha-112-II, donnant naissance au Kawasaki Ki-100.

## Couleurs

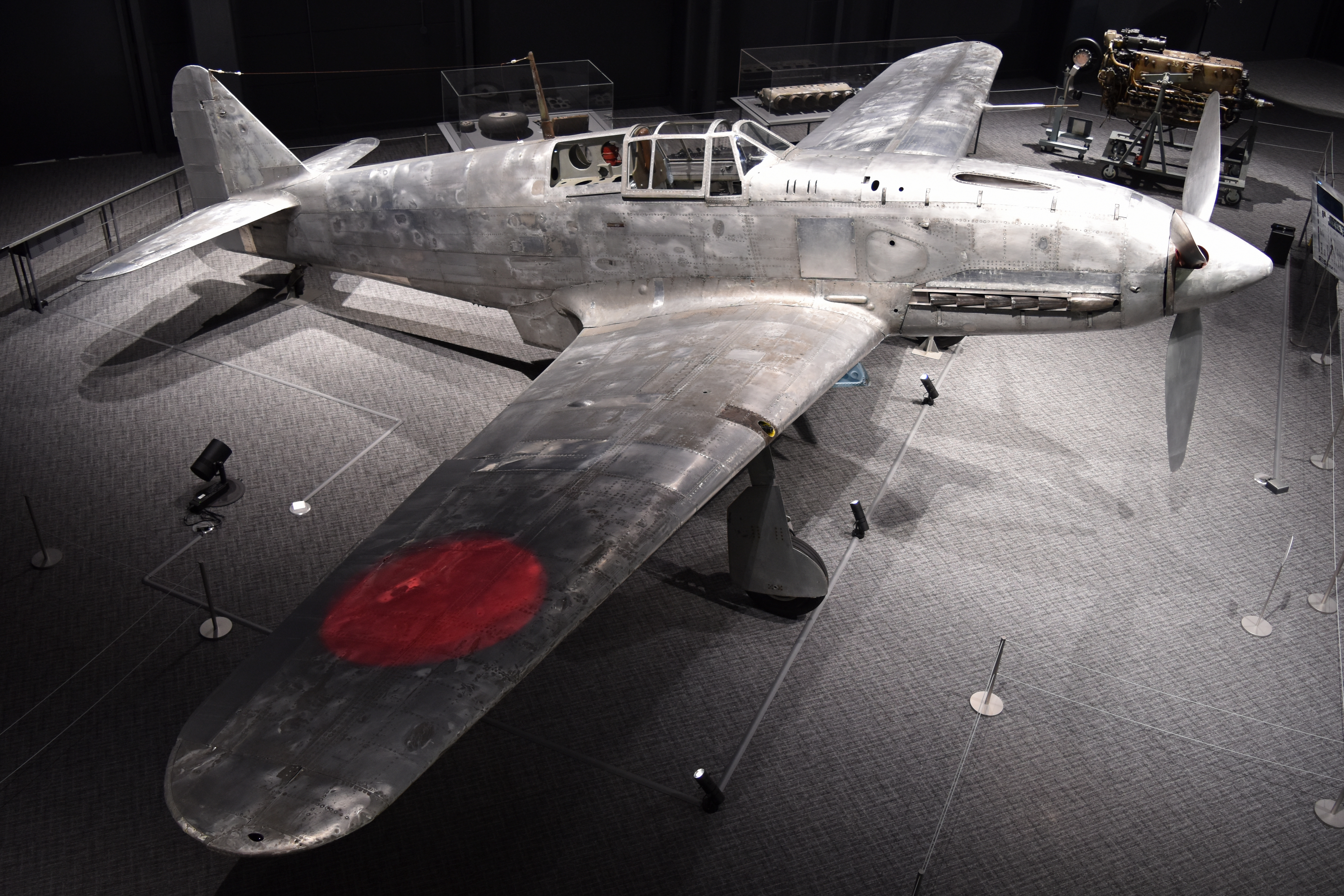
Un Ki-61-II restauré exposé au musée de l’air et de l'espace de Kakamigahara en 2019.

Comme tous les appareils japonais contemporains, le Ki-61 avait des bandes jaunes sur une grande portion du bord d'attaque des ailes pour favoriser l'identification en combat. Des étoiles rouges étaient peintes au niveau des armes d'ailes. Les Ki-61 avaient généralement une bande anti-reflet sur le dessus du moteur. Beaucoup d'avions furent utilisés couleur aluminium brut avec les surfaces de contrôle entoilées (ailerons, gouvernes arrière) beiges. Beaucoup reçurent des camouflages mouchetés de vert sur l'aluminium des parties supérieures. Il y eut beaucoup de variations très intéressantes. Quelques appareils furent peints en vert, le dessous étant peint en gris clair ou laissé couleur aluminium. Dans les dernières phases de la guerre, les intercepteurs au-dessus du Japon avaient des bandes blanches autour du fuselage et des ailes au niveau des cercles rouges nationaux.

## Production
3 078 Ki-61 furent fabriqués selon le décompte suivant :

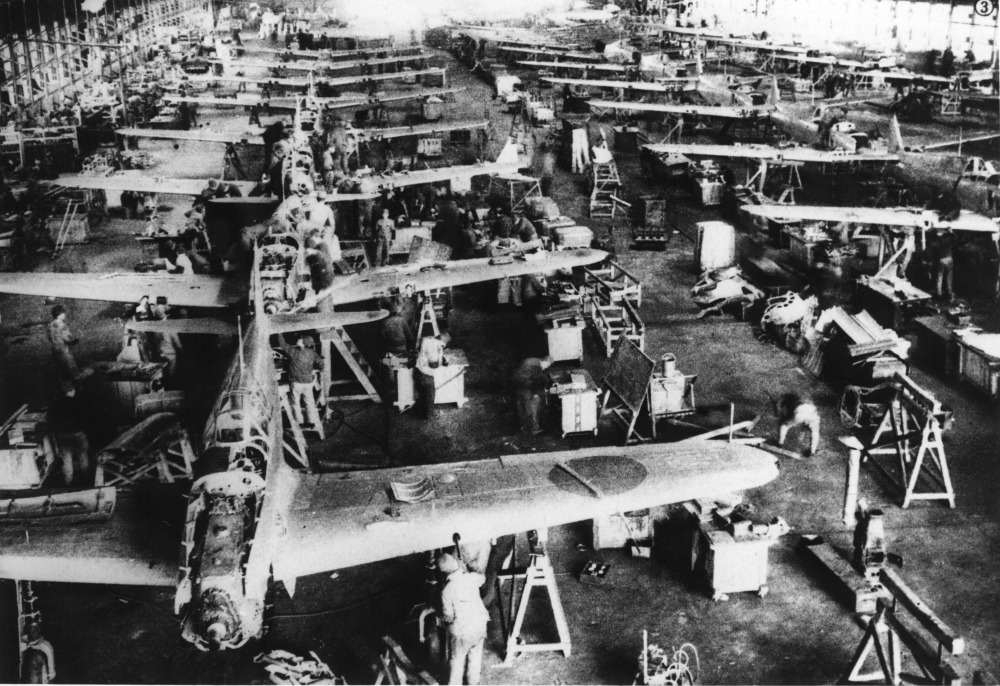
Ligne de production de Ki-61-II.

12 prototypes, 1 380 Ki-61-I, 1 274 Ki-61-I KAI, 38 prototypes de Ki-61-II et Ki-61-II KAI, 374 Ki-61-II KAI de série. Sur ces 374 avions, 275 allaient être transformés en Ki-100-Ia.

## Variantes
- Ki-61 : prototypes, moteur Ha-40 de 1 175 ch très proche de la série
- Ki-61 I : première version de production 2 mitrailleuses Type 89 de 7,7 mm d'ailes et 2 Ho-103 de 12,7 mm de fuselage.
- Ki-61 Ib : plus de blindage, 4 mitrailleuses Ho-103 de 12,7 mm ou armement du Ia, roulette de queue fixe
- Ki-61 Ic (Ib modifié) : canons MG-151 de 20 mm d'ailes en plus des deux Ho-103 de fuselage
- Ki-61 I KAId : capot rallongé, aile renforcée, 2 canons Ho-5 de 20 mm dans le fuselage, 2 mitrailleuses d'ailes Ho-103
- Ki-61 II : prototype avec moteur Ha-140 de 1 500 ch, longueur accrue, nouvelle aile et poste de pilotage modifié
- Ki-61 II KAI : présérie, grande dérive, cockpit modifié, aile du Ki-61-I KAI
- Ki-61 II KAIa : version de série avec armement du I KAId
- Ki-61 II KAIb : 4 canons Ho-5 (selon sources), verrière à vision totale
- Ki-61 III : prototype créé par une conversion d'un Ki-61 II KAI, possiblement confondu avec le II KAIb
- Ki-100 : nouvel appareil réalisé à partir de cellules de Ki-61-II KAI laissées sans moteur

## Culture populaire
- Le Ki-61 est représenté dans Les Mystères de Midway (Dupuis 1949), Buck Danny en combat trois avec son F6F Hellcat.
- Le Ki-61 apparaît dans la bande dessinée 103e escadrille de chasse de Seiho Takizawa dans la collection Cockpit Manga chez Éditions Paquet.